# Litorale
Litorale är ett finländskt bokförlag som grundades 1995. Förlaget profilerade sig till en början främst på litteratur med anknytning till hav och skärgård, men har allt mera även börjat ge ut skönlitterära böcker.
Förlaget ger ut 10–20 böcker per år. Verksamheten leds av Pekka Barck.